# مارتن بویگ
مارتَن بوُیگ (به فرانسوی: Martin Bouygues) (زاده ۳ مه ۱۹۵۲) کارآفرین، سرمایه‌دار و مدیر ارشد اجرایی فرانسوی است، که در حال حاضر به‌عنوان مدیر عامل اجرایی و رییس هیئت مدیره شرکت بویگ فعالیت می‌نماید. شرکت خوشه‌ای بویگ توسط پدر وی فرانسیس بویگ در سال ۱۹۵۲ تأسیس شد.